# جامعة ماريلاند مدرسة الطب
جامعة ماريلاند مدرسة الطب (بالإنجليزية: University of Maryland School of Medicine)‏ هي إحدى الكليات لتدريس الطب في الولايات المتحدة الأمريكية. تقع في مدينة بالتيمور في ولاية ماريلاند الأمريكية. نوع الشهادة الطبية التي يتم تحصيلها هناك هي دكتور في الطب.